# Ildefonso Obama Obono
Ildefonso Obama Obono (Puerto Iradier, 6 de maio de 1938) é Arcebispo Emérito de Malabo.
Ildefonso Obama Obono foi ordenado sacerdote em 29 de junho de 1964.
O Papa João Paulo II o nomeou Bispo de Ebebiyin em 15 de outubro de 1982. O Papa o consagrou pessoalmente como bispo em 6 de janeiro do ano seguinte na Basílica de São Pedro; Co-consagrantes foram os Arcebispos da Cúria Eduardo Martínez Somalo, Substituto da Secretaria de Estado, e Duraisamy Simon Lourdusamy, Secretário da Congregação para a Evangelização dos Povos.
Em 9 de julho de 1991 foi nomeado arcebispo de Malabo.
O Papa Francisco aceitou sua aposentadoria em 11 de fevereiro de 2015.